# Atletismo nos Jogos Pan-Americanos de 1951 - 10000 m marcha atlética masculina
A marcha atlética foi um dos eventos do atletismo nos Jogos Pan-Americanos de 1951, em Buenos Aires. A prova foi disputada no Estádio Monumental de Núñez entre os dias 27 de fevereiro e 8 de março.

## Medalhistas
| Ouro   | USA Henry Laskau |
| Prata  | ARG Luis Turza   |
| Bronze | ARG Martín Casas |

### Final
| Pos.              | Atleta        | País                  | Tempo     |
| ----------------- | ------------- | --------------------- | --------- |
| Medalha de ouro   | Henry Laskau  | USA Estados Unidos    | 50.26.8 m |
| Medalha de prata  | Luis Turza    | ARG Argentina         | 52.27.5 m |
| Medalha de bronze | Martín Casas  | ARG Argentina         | 52.59.6 m |
| 4                 | Aldo Ramírez  | ARG Argentina         | 53.37.2 m |
| 5                 | James Jackson | TRI Trinidad e Tobago | 57.31.0 m |